# Pallisentinae
Pallisentinae is een onderfamilie in de taxonomische indeling van de haakwormen, ongewervelde en parasitaire wormen die meestal 1 tot 2 cm lang worden. De worm behoort tot de familie Quadrigyridae. Pallisentinae werd in 1928 beschreven door Harley Jones Van Cleave.